# Der Joker (Jugendroman)
Der Joker (Originaltitel The Messenger) ist ein 2002 erschienenes Jugendbuch des Schriftstellers Markus Zusak.

## Inhalt
Der Roman spielt in einer australischen Vorstadt und wird von der 19-jährigen Hauptperson Ed Kennedy selbst erzählt. Ed sieht sich als durchschnittlichen jungen Mann, der in seinem Leben noch nichts erreicht hat, und er sieht keine Möglichkeit, dass dies sich ändern könnte.
Eds Leben erhält jedoch eine schlagartige Wendung, als er eines Tages in einen Bankraub gerät und eine Spielkarte in seinem Briefkasten findet – ein Ass. Es ist das erste von vier Assen, die Ed im Laufe der Geschichte erhält. Auf jeder Karte sind drei Adressen oder Hinweise auf solche vermerkt. Unter den Adressen findet Ed Menschen, denen er auf unterschiedlichste Weise helfen muss.
Im Laufe des Romans tauchen verschiedene Charaktere auf, die mit den Spielkarten zu tun haben, doch die Frage, wer die Asse schickt, bleibt bis zum Ende des Buches ungelöst und hält die Spannung der Geschichte.
Der Roman endet mit einer fünften Spielkarte, dem Joker, auf dem Ed seine eigene Adresse findet, und der Auflösung des Rätsels um die Spielkarten.
Die Geschichte ist geprägt durch Eds Gedanken und Gefühle, denn er ist bis zum Ende der Geschichte unsicher und verängstigt über seine plötzliche Mission und fühlt sich der Verantwortung, die er in den Spielkarten sieht, nicht gewachsen.
Der Roman handelt von Freundschaft, Zivilcourage und vor allem Selbstvertrauen und einem guten Selbstbild.

## Zusammenfassung
Der Roman beginnt damit, dass Ed und seine Freunde Zeuge eines Bankraubs werden. Der Bankräuber verlangt von Marv den Schlüssel seines klapprigen, aber heißgeliebten Autos und versucht damit zu fliehen. Doch das Auto springt nicht an. Beherzt greift Ed das liegengebliebene Gewehr des Täters, zielt auf diesen und schießt die Windschutzscheibe des Autos kaputt. Der Bankräuber kann verhaftet werden und unverhofft wird Ed dadurch zum Helden. Von diesem Augenblick an ändert sich Eds Leben.
Wenige Tage nach dem Bankraub erreicht ihn nämlich eine merkwürdige Botschaft in Form einer Spielkarte, auf die Adressen geschrieben sind. Ed weiß nicht, wer ihm diese Karte geschickt hat und auch nicht warum. Neugierig geworden,  recherchiert er die Adressen und lernt verschiedene Menschen kennen, deren Schicksal ihn berührt. Er hat  das Gefühl, ihnen helfen zu müssen, fast so, als sei gerade er dazu auserwählt worden.
Ed bekommt kurze Zeit später eine Vorladung vor Gericht und steht dem Bankräuber wieder gegenüber. Er sagt zu Ed, er sei ein toter Mann, wenn er in den Spiegel schaut. Wenig Zeit später sucht der junge Taxifahrer die erste Adresse auf. Als heimlicher Beobachter wird er Zeuge, wie ein alkoholisierter Mann seine Frau vergewaltigt, während die kleine Tochter im Nebenzimmer alles mit anhört. Ed empfindet sich selbst als zögerlich nachdenklich und schwach. Als er aber der vergewaltigten Frau mit ihrem kleinen Kind zufällig im Supermarkt begegnet und ihm klar wird, wie sehr sie leidet, beschließt er zu handeln, schreckt aber zunächst vor dieser Aufgabe zurück.
Die nächste Adresse, die er aufsucht, bringt ihn zu einer alten und sehr einsamen Dame. Ed besucht diese alte Frau. Sie heißt Milla und ist überglücklich, Ed zu sehen. Sie glaubt, in ihm ihren früheren Geliebten Jimmy zu erkennen, auf den sie schon viele Jahre wartet. Ed freundet sich mit Milla an und lässt sie in ihrem Irrglauben. Als er auf dem Friedhof nach besagtem Jimmy fahndet, stellt sich heraus, dass dieser (Millas Ehemann) schon 60 Jahre tot ist.
Noch immer ist Ed unschlüssig, wie er der Frau des Alkoholikers helfen kann, so macht er sich daran, die nächste Adresse, die ihm aufgeschrieben wurde, aufzusuchen. Diesmal beobachtet er ein junges Mädchen beim Lauftraining. Sie ist 15 Jahre alt und heißt Sophie. Sie läuft immer am frühen Morgen und barfuß. Eines Tages folgt ihr Ed und spricht mit ihr. Während seiner weiteren Beobachtungen merkt Ed, dass das Mädchen sehr schüchtern ist. Ed besucht einen Laufwettkampf, an dem Sophie teilnimmt. Bei dem Wettkampf der U15 über 1500 Meter erreicht sie nicht die Geschwindigkeit ihres morgendlichen Trainings und verliert. Auch den nächsten Wettkampf kann Eds junge Freundin nicht gewinnen. Sie trägt ältere Turnschuhe, die sie anscheinend geschenkt bekommen hat.
Ed, der glaubt, dass Sophies Misserfolge bei den Wettkämpfen damit zusammenhängen, dass sie beim morgendlichen Training immer barfuß läuft, bringt ihr als Geschenk einen leeren Schuhkarton. Sophies Vater, der den Karton entgegennimmt, ist natürlich recht überrascht über das ungewöhnliche Geschenk. Sophie aber versteht Eds leise Botschaft. Beim nächsten Wettkampf läuft das Mädchen barfuß und beeindruckt die Zuschauer durch die Leichtigkeit ihres Laufs und nur ein Sturz verhindert ihren Sieg. Als Ed zu ihr läuft, bedankt sich Sophie bei ihm und fragt, ob er ein Engel sei, aber er antwortet, er sei nur ein dahergelaufener Kerl.
Die traurige Szene mit dem  Alkoholiker lässt Ed nicht los. Er fährt ein zweites  Mal zu diesem Haus. Wieder wird er Zeuge einer brutalen Vergewaltigung. Er begegnet der Tochter der Frau, der etwa sechsjährigen Angelina, die ihn fragt, ob er gekommen sei, ihnen zu helfen. Er verspricht der Kleinen, dies zu tun. In der folgenden Nacht bekommt Ed einen Anruf, er soll in den Briefkasten schauen. Er findet dort eine Waffe mit einer einzigen Kugel darin. Nach einigen Zweifeln beschließt Ed, zur Tat zu schreiten. Er wartet, bis nachts die Kneipen schließen, und bietet dem Betrunkenen an, ihn nach Hause zu fahren. Stattdessen bringt er ihn aber zu einem Berggipfel, der Dom genannt wird. Der alkoholisierte Beifahrer ist inzwischen eingeschlafen. Ed weckt ihn, indem er ihm die Waffe ins Gesicht schlägt. Mit der Waffe zwingt er den Betrunkenen den Berg bis zum Abgrund hinaufzulaufen. Während Ed noch zögert, den Mord zu vollziehen, sich aber bewusst ist, wie viel Leid dieser Mann über seine Familie bringt, schläft sein Opfer ein. Am Morgen macht Ed dem brutalen Mann klar, was er seiner Frau und seinem Kind angetan hat.  Die Szene endet ungewiss, indem Ed wirklich schießt.
Hat er den Alkoholiker getötet?
Der Leser erfährt später, dass der Trinker überlebt hat und aus der Stadt verschwunden ist. Ed bekommt nächtlichen Besuch von zwei ominösen Gestalten, die in seiner Wohnung Pasteten essen und ihn dann verprügeln. Die Maskierten, Daryl und Keith, bringen ihm die Botschaft, dass er sich bisher gut geschlagen hat. Sie übergeben Ed einen Umschlag mit einer Nachricht, dass sein Leben von der Erfüllung der ihm zugewiesenen Aufgaben abhängt, und eine weitere Karte. Die nächste Karte beinhaltet keine Adressen, sondern den Hinweis, er solle ein Gebet am Berg der Brüder sprechen. Ein geheimnisvoller Fahrgast, den Ed verfolgt, weil er nicht bezahlt hat, führt Ed zum Berg der Brüder. In einen Felsen dort sind drei Namen geritzt. Dies führt Ed zu einem Priester namens Thomas O’Reilly, der in einem Slumviertel lebt. Ed besucht mit seinen Freunden einen schlecht besuchten Gottesdienst bei dem Pater.
Ed organisiert eine Party mit Freibier in der Kirche, die ein großer Erfolg wird. Eds Schützlinge kommen genauso wie auch Vater O’Reillis Bruder, mit dem er sich auseinandergelebt hat. Zwei weitere Namen führen ihn zu einer jungen Mutter und einem etwa 14-Jährigen. Die Frau opfert sich für ihre Kinder auf. Ed kann seinen Auftrag hier erfüllen, indem er der Mutter ein Eis spendiert. Die Frau fragt nach seinem Namen und bedankt sich, ihre kleine Tochter verspricht der glücklichen Frau, das nächste Mal von ihrem eigenen Eis abzugeben.
Den 14-jährigen Gavin Rose, der ein Widerling ist und alles versucht, die Anerkennung seines älteren Bruders zu gewinnen, schlägt er zusammen und alarmiert dann den Bruder. Zufrieden mit sich kehrt Ed zum Berg der Brüder zurück. Zu seiner Überraschung befinden sich hinter den ersten zwei Namen Haken, nur der Name Gavin Rose ist noch nicht abgehakt. Später wird er von den beiden Brüdern und deren Freunden zusammengeschlagen.
Im folgenden Kapitel findet das alljährliche „Knochenbrecherspiel“ der Freunde statt, bei dem barfuß Football gespielt wird. Ein Junge am Spielfeldrand spielt mit Eds Hund Türsteher. Von ihm erhält er die nächste Karte. Diesmal findet er darauf die Namen von Schriftstellern. Die nächsten Menschen, in deren Schicksal Ed hineingezogen wird, sind eine Familie, deren Freundschaft er gewinnt und deren Weihnachtsbeleuchtung er repariert und sie damit sehr glücklich macht, seine eigene Mutter, die er von einer neuen Seite kennenlernt, und ein alter Kinobesitzer, der vergeblich darauf wartet, dass jemand sein Kino besucht.
Immer mehr Menschen, die Ed bisher nicht kannte, werden Teil seines Lebens. Plötzlich finden sich aber Hinweise auf Menschen, die ihm persönlich sehr nahestehen, nämlich seine Freunde Ritchie, Marv und Audrey. Ed beobachtet Ritchie, der jede Nacht vor dem Radio verbringt und die Selbstachtung verloren hat. Nach einem Gespräch macht sich Richie auf die Suche nach einem Job und erwacht aus seiner Lethargie.
Marv hat ganz andere Probleme. Nur mit Mühe kommt Ed an ihn heran, obwohl die Freunde viel Zeit beim Kartenspielen miteinander verbringen. Marv hat ein Mädchen namens Suzanne geliebt, das mit 16 von ihm schwanger wurde. Um der Schande zu entgehen, ist die Familie fortgezogen, aber Marv spart sein gesamtes Geld für sein Kind. Ed ermutigt Marv dazu, sich mit seiner ehemaligen Freundin und deren wütenden Vater auseinanderzusetzen.  Marv lernt dann endlich seine kleine Tochter kennen und sieht seine Freundin wieder. Eine weitere Karte betrifft Audrey, seine Angebetete. Ed fasst sich ein Herz und gesteht ihr fast wortlos seine Liebe, nachdem er von ihrem Geliebten erfahren hat, dass er der einzige ist, der ihr Herz wirklich berührt. Der Joker ist die letzte Karte, die Ed erhält, mit Eds eigener Adresse. Ed vermutet zuerst, sie sei von Audrey. Dann aber führt ihn eine Spur zum Friedhof. In der Nähe vom Grab seines Vaters steht einer der Männer, die Ed zusammengeschlagen haben. Noch immer rätselt Ed, wer ihm die Karten schickt.
Eines Tages möchte ein Fahrgast zu Eds eigener Adresse gefahren werden. Ed erkennt in ihm den glücklosen Bankräuber. Er fährt mit ihm zu all den Personen, denen er geholfen hat, Ed ist kein „toter Mann“ mehr, er hat in seiner Anteilnahme am Schicksal seiner Mitmenschen zu sich selbst gefunden. Als er nach Hause kommt, findet er auf seinem Sofa den Mann, der ihm die Karten überbracht hat. Er erfährt, dass es ein Test war, ob ein so durchschnittlicher Mensch wie Ed sich ändern kann. Ed hat sich verändert und macht Mut, dass jeder es kann.

## Ausgaben
Die englische Originalausgabe erschien 2002 bei Pan Macmillan Australia. Die deutsche Originalausgabe in der Übersetzung von Alexandra Ernst erschien 2006 im cbj-Verlag, München.
In den USA erschien der Roman unter dem Titel I Am the Messenger.

## Auszeichnungen
Das Buch wurde vor allem in Australien und den USA ausgezeichnet, jedoch auch mit dem Deutschen Jugendliteraturpreis.
- 2007 Deutscher Jugendliteraturpreis
- 2007 Jugendbuchpreis der Jury der jungen Leser
- 2006 Michael L. Printz Award (USA)
- 2006 Bulletin Blue Ribbon Book
- 2006 Goldener Lufti in der 12. Preisrunde
- 2005 Publishers Weekly Best Books of the Year-Children
- 2003 Children’s Book Council of Australia Book of the Year Award
- 2003 New South Wales Premier’s Literary Awards Ethel Turner Prize for Young People’s Literature

## Kritiken
- „So gut, dass es einem das Herz bricht.“ Teenreads[1]
- Bridget Haylock schreibt in ihrer Rezension: „Der Joker ist eine Geschichte über Erlösung und Heilung. Sie handelt von Hoffnung und der Möglichkeit, mit kleinen guten Taten Verbindungen zu knüpfen. Rund um die Themen Identität, Glaube, Freundschaft und natürlich Liebe hat Markus Zusak eine bewegende Geschichte mit viel Humor geschrieben.“[2]
- Der Münchner Merkur schreibt: „Es ist ein tief bewegendes und hoch spannendes Spiel, auf das sich Ed einlässt. Eine inspirierende Geschichte, geistreich und originell.“[3]
- Cornelia Funke schreibt in der FAZ über den Autor Markus Zusak: „Er hat mich mit seiner Sprache maßlos beeindruckt. Das ist auch so einer dieser Grenzgänger, die für Kinder wie für Erwachsene schreiben.“[3]

## Referenzen
Der Joker wird in dem literarischen Nachschlagewerk 1001 Kinder- und Jugendbücher – Lies uns, bevor Du erwachsen bist! für die Altersstufe 12+ Jahre empfohlen.

## Hörbuch
Der Joker erschien 2008 als Hörbuch bei cbj audio, gelesen von Rainer Strecker in einer gekürzten Lesefassung.

„"Die Brutalität der Wahrheit ist manchmal von makelloser Schönheit." Ein wunderbarer Satz. Und nur einer von vielen, die man sich in diesem außergewöhnlich guten Hörbuch auf der Zunge zergehen lassen kann. Denn die Präzision, Gewandtheit und Leichtigkeit, mit der Markus Zusak Sprache zelebriert, wird durch die bemerkenswerte Lesung Rainer Streckers noch auf die Spitze getrieben. Strecker taucht in den Text des 20-jährigen Australiers ein, macht sich die Worte zu eigen, wechselt einfühlsam Tempo und Stimmfarbe, und schafft es, mit großartigem Timing selbst Pausen Leben einzuhauchen.“

## Sonstiges
- 2008 arbeitete Ross Mueller den Roman zu einem Theaterstück um (allerdings nur auf Englisch). Die Erstaufführung fand am 24. November 2008 im Canberra Youth Theatre statt.